# Explorer 43

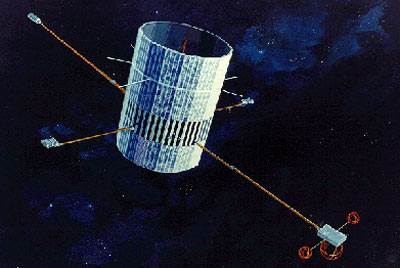
Conceito artístico de Explorer 43.

O Explorer 43, também conhecido como IMP-H ou IMP-6 (acrônimo de Interplanetary Monitoring Platform H ou 6), foi um satélite artificial da NASA lançado em 13 de março de 1971 por meio de um foguete Delta M a partir do Cabo Canaveral.

## Características
A missão do Explorer 43 foi estudar o plasma interplanetário, as partículas energéticas carregadas e os campos magnéticos a distâncias lunares. Também levava a bordo de um experimento de radioastronomia. A nave tinha forma de poliedro de 16 faces, com uma altura de 182,12 cm e um diâmetro de 135,64 cm. A nave era estabilizada pom rotação de 5 rpm, com o eixo de rotação perpendicular ao plano da eclíptica. A alimentação elétrica era fornecida por células solares que recobriam a superfície do satélite e que alimentavam uma série de baterias. O satélite tinha dois transmissores a bordo: um capaz de transmitir dados a 1600 bps e outro usado também para calcular a distância da nave. Do corpo do satélite sobressaiam três pares de antenas dipolo ortogonais, um dos pares com um comprimento de 2,9 m, outro com 45,5 m e o terceiro com 27,6 m.
O Explorer 43 foi injetado em uma órbita inicial de 204.576 km de apogeu e 353 km de perigeu, com uma inclinação orbital de 28,8 graus e um período de 5656,1 minutos. Funcionou sem problemas até a sua reentrada na atmosfera em 2 de outubro de 1974.